# Бранислава Петровић
Бранислава Бранка Петровић (Београд, 21. јул 1929) српска је глумица-луткарка. Каријеру је остварила у Малом позоришту „Душко Радовић".

## Представе
Играла је у следећим представама:
| 1.  | Украдени месец 1968, Београд, Мало позориште 'Душко Радовић'                 |
| 2.  | Све, све, али занат 1968, Београд, Мало позориште 'Душко Радовић'            |
| 3.  | Црнци и ескими 1969, Београд, Мало позориште 'Душко Радовић'                 |
| 4.  | Радознало слонче 1969, Београд, Мало позориште 'Душко Радовић'               |
| 5.  | Лутке и ми 1969, Београд, Мало позориште 'Душко Радовић'                     |
| 6.  | Палчица 1969, Београд, Мало позориште 'Душко Радовић'                        |
| 7.  | Градић Нећко 1970, Београд, Мало позориште 'Душко Радовић'                   |
| 8.  | Гримасела 1970, Београд, Мало позориште 'Душко Радовић'                      |
| 9.  | Drž'te лопова 1971, Београд, Мало позориште 'Душко Радовић'                  |
| 10. | Лоптица скочица 1971, Београд, Мало позориште 'Душко Радовић'                |
| 11. | Пинокио 1972, Београд, Мало позориште 'Душко Радовић'                        |
| 12. | Разиграно срце 1972, Београд, Мало позориште 'Душко Радовић'                 |
| 13. | Јуначка легенда 1973, Београд, Мало позориште 'Душко Радовић'                |
| 14. | Бабарога 1973, Београд, Мало позориште 'Душко Радовић'                       |
| 15. | Ко зна боље, широко му поље 1974, Београд, Мало позориште 'Душко Радовић'    |
| 16. | Куцкава бајка 1974, Београд, Мало позориште 'Душко Радовић'                  |
| 17. | Весели воз 1975, Београд, Мало позориште 'Душко Радовић'                     |
| 18. | Мали јунак Петар 1976, Београд, Мало позориште 'Душко Радовић'               |
| 19. | Црвенкапа и збуњени вук 1977, Београд, Мало позориште 'Душко Радовић'        |
| 20. | Аска и вук 1979, Београд, Мало позориште 'Душко Радовић'                     |
| 21. | Коњић Грбоњић 1980, Београд, Мало позориште 'Душко Радовић'                  |
| 22. | Цврчак и мрави 1980, Београд, Мало позориште 'Душко Радовић'                 |
| 23. | Чавка неваљалка 1981, Београд, Мало позориште 'Душко Радовић'                |
| 24. | Снежна бајка 1981, Београд, Мало позориште 'Душко Радовић'                   |
| 25. | Мали принц 1982, Београд, Мало позориште 'Душко Радовић'                     |
| 26. | Букваријада 1983, Београд, Мало позориште 'Душко Радовић'                    |
| 27. | Чудесни виноград 1985, Београд, Мало позориште 'Душко Радовић'               |
| 28. | Напет шоу 1986, Београд, Мало позориште 'Душко Радовић'                      |
| 29. | Лоптица скочица 1987, Београд, Мало позориште 'Душко Радовић'                |
| 30. | Петао са репом дугиних боја 1987, Београд, Мало позориште 'Душко Радовић'    |
| 31. | Страдија 1987, Београд, Мало позориште 'Душко Радовић'                       |
| 32. | КРАЉЕВО БЛАГО 1987, Београд, Атеље 212                                       |
| 33. | Студент и лутке 1988, Београд, Мало позориште 'Душко Радовић'                |
| 34. | Добро јутро, капетане Пиплфокс 1988, Београд, Мало позориште 'Душко Радовић' |
| 35. | Несташни лутак 1989, Београд, Мало позориште 'Душко Радовић'                 |
| 36. | Сунцокрети и страшила 1990, Београд, Мало позориште 'Душко Радовић'          |
| 37. | Чудесна звезда 1990, Београд, Мало позориште 'Душко Радовић'                 |
| 38. | Принц Амалу и прелепа Мирабај 1990, Београд, Мало позориште 'Душко Радовић'  |
| 39. | Кића у царству буба 1991, Београд, Мало позориште 'Душко Радовић'            |
| 40. | Укроћена принцеза 1994, Београд, Мало позориште 'Душко Радовић'              |